# خوربلیشپیتز
خوربلیشپیتز (به لاتین: Chörblispitz) یک کوه در سوئیس است که در کانتون فریبورگ واقع شده‌است. خوربلیشپیتز ۲٬۱۰۳ متر بالاتر از سطح دریا واقع شده‌است.